# 航班信息顯示系統

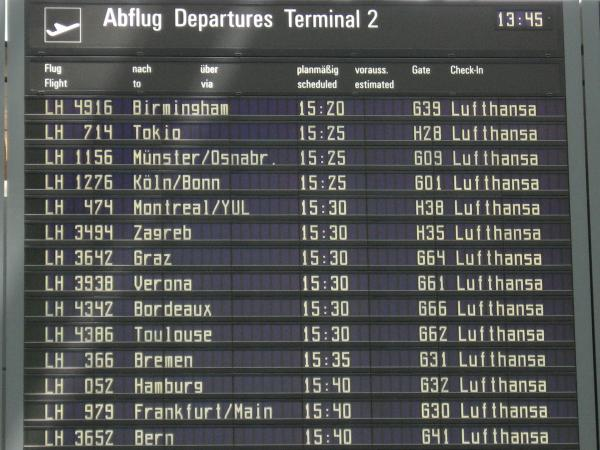
位於慕尼黑機場的航班資訊顯示系統

航班資訊顯示系統（Flight Information Display system，簡稱 FIDS）是用來顯示機場航班資訊的電腦系統，方便旅客和接機訪客掌握航班資訊。此電腦系統會控制機械式或電子式的看板或電視螢幕，即時顯示入境和出境的航班資訊。此顯示系統大多設置在機場航廈內或連接機場的交通設施中，機場網站也會連接此系統提供即時航班資訊。某些大型機場在不同航廈有採用不同的航班訊息系統，甚至提供獨立的系統給大型航空公司使用。
航班資訊顯示系統所列出的資訊包括：
- 航空公司的 IATA 或 ICAO航空公司代碼
- 航班號碼
- 目的地以及中途停留站（如有的話）
- 預定出發和抵達時間，以及/或更新時間（通常是因為提早或延遲出發或抵達）
- 閘口號碼
- 登機報到櫃台
- 航班狀態（例如「已抵達」、「延遲」、「登機中」）